# Circonscription de Shiraro
La circonscription de Shiraro est une des 38 circonscriptions législatives de l'État fédéré du Tigré, elle se situe dans la Zone nord-ouest. Son représentant actuel est Tsewahab Tadesse Gebregergis.